# Wallace Chung
Wallace Chung (nacido el 30 de noviembre de 1974), también conocido como Chung Hon-Leung (鍾漢良), es un actor y cantante hongkonés. 

## Carrera
Debutó como actor en 1993, en una serie de televisión titulada "The Chord to Victory", difundida por la red TVB, en la que interpretó su personaje principal llamado "Kenny Bee", un miembro de la Wynners. 
En 1995, Chung se trasladó a Taiwán para seguir su carrera como cantante bajo la dirección del productor musical Samuel Tai, posteriormente pasó a firmar un contrato con Impact Music.
En 1995 lanza su primer álbum titulado "OREA", de este álbum lanzó su primer sencillo titulado  "Little Sun", en la que fue todo un éxito. Este tema musical rápidamente alcanzó el puesto # 1, encabezando las listas durante varias semanas. En diciembre de 1995, Chung lanzó su segundo álbum titulado "By Your Side" (在 你 身邊), que le valió un título como Mejor Intérprete de Taiwán, durante dos años. Chung consiguió además fama en China continental a través de sus interpretaciones en series de televisión y películas.

## Filmografía

### Películas
| Título                         | Título en chino | Año  | Personaje                    | Notas                                                            |
| ------------------------------ | --------------- | ---- | ---------------------------- | ---------------------------------------------------------------- |
| Hi Sir                         | 超級班長        | 1996 | Dong Zhenwu（董振武）        | (aka Squad Leader)                                               |
| Love is not a Game, but a Joke | 飛一般愛情小說  | 1997 | Leslie                       | (aka Sweet Symphony)                                             |
| Fight or Die                   | 英雄向後轉      | 1997 | Lin Zongguan（林縱貫）       |                                                                  |
| Love Tragedy                   | 別戀            | 1998 | Zhou Han（周漢）             |                                                                  |
| Bad Girl Trilogy               | 惡女列傳        | 1998 | Liang（阿良）                | Segment: Cat and Mouse                                           |
| Forever Young                  | 今生有約        | 2000 | Lead male                    | (shelved)王武新                                                  |
| Duel for Love                  | 鬥愛            | 2008 | Chu Sinan（楚思南）          | Nominated — Beijing Student Film Festival for Most Popular Actor |
| Night Rose                     | 夜玫瑰          | 2009 | Ke Zhihong（柯志宏）         | Digital film                                                     |
| Fire-Line Fighting             | 火線追兇        | 2009 | Detective Zhong Lang（鍾朗） | Television film Nominated — Baihe Awards for Best Actor          |
| Secret Garden                  | 秘密花園        | 2012 | Jin Zhuyuan（金洙元）        |                                                                  |
| Fall in Love                   | 愛神來了        | 2013 | Si Song（司松）              |                                                                  |
| Drug War                       | 毒戰            | 2013 | Guo Weijun（郭偉軍）         |                                                                  |
| The Continent                  | 后會無期        | 2014 | A Lv（阿呂）                 |                                                                  |
| Girls                          | 閨蜜            | 2014 |                              |                                                                  |
| Miss Anxiety                   |                 | 2015 |                              |                                                                  |
| Monster Hunt                   | 捉妖记          | 2015 |                              |                                                                  |

### Televisión
| Título                                 | Título en chino | Año   | Personaje                                | Notas |
| -------------------------------------- | --------------- | ----- | ---------------------------------------- | --- |
| The Chord to Victory                   | 少年五虎        | 1993  | Kenny Bee（阿B）]                        | Main role |
| Mind Our Own Business                  | 開心華之里      | 1993  | Siu Kwong-wai                            | Guest role |
| Conscience                             | 第三類法庭      | 1994  | Cham Wang-leung                          | Guest role |
| Journey of Love                        | 親恩情未了      | 1994  | Cheung Ka-keung                          | Supporting role |
| Detective Investigation Files          | 刑事偵緝檔案    | 1995  | Lam Yan-chi                              | Guest role |
| Windstorm                              | 白手風雲        | 1999  | Chu Yun（楚雲）                          | Main role |
| Sweetheart                             | 上錯樓梯睡錯床  | 2000  | Hsu Kuo-tai（許國泰）                    | Main role |
| Dancing Girls at Wartime               | 風塵舞蝶        | 2001  | Bao Wangchun（鮑望春）                   | Main role |
| Meteor Garden                          | 流星花園        | 2001  | Sung                                     | Episodes 14-15 |
| Qian Si Wan Lu                         | 千絲萬縷        | 2001  | Han Yuntian（韓雲天）                    | Main role |
| Secretly Loving You                    | 偷偷愛上你      | 2002  | Chiang Cheng-fei（姜承飛）               | Main role |
| The Four Detective Guards              | 四大名捕        | 2002  | Chaser（鐵手）                           | Main role |
| Hi! Working Girl                       | Hi！上班女郎    | 2003  | Johnny（強尼）                           | Episodes 5-8 |
| Treacherous Waters                     | 逆水寒          | 2003  | Gu Xizhao（顧惜朝）                      | Main role Nominated — Top Chinese TV Drama Awards for Most Popular Hong Kong Actor                                                                    |
| Midnight Sunlight                      | 午夜陽光        | 2004  | Yu Youhe（于佑和）                       | Main role |
| Devildom                               | 魔界            | 2004  | Lu Yi（陸逸）                            | Main role |
| The Patriotic Knights                  | 俠骨丹心        | 2005  | Li Nanxing（厲南星）                     | Main role |
| Secret History of Kangxi               | 康熙秘史        | 2006  | Nalan Xingde（納蘭性德/容若）            | Main role |
| King of Shanghai                       | 上海王          | 2007  | Yu Qiyang (A'qi)（余其揚/阿其）          | Main role Nominated — Shanghai TV Festival for Most Popular Actor Nominated — Chinese Music Awards for Best Television Drama Actor (HK/Taiwan Region) |
| Rose Martial World                     | 玫瑰江湖        | 2007  | Mu Sheng（沐晟）                         | Main role |
| Royal Tramp                            | 鹿鼎記          | 2008  | Kangxi Emperor（康熙）                   | Main role |
| Undercover                             | 內線            | 2009  | Liang Dongge（梁東哥）                   | Main role |
| Let's Dance                            | 不如跳舞        | 2009  | Luo Peng（羅鵬）                         | Main role |
| Too Late To Say I Love You             | 來不及說我愛你  | 2009  | Murong Feng（慕容灃/慕容四少）           | Main role |
| No Choice                              | 別無選擇        | 2010  | Qi Tianbai（齊天白）                     | Main role |
| Under the Bodhi Tree                   | 菩提樹下        | 2010  | Guan Houpu（關厚樸）                     | Main role |
| Imminent Crisis                        | 一觸即發        | 2011  | Yang Muchu / Yang Muci（楊慕初/楊慕次）  | Main role |
| The Magic Blade                        | 天涯明月刀      | 2011  | Fu Hongxue（傅紅雪）                     | Main role |
| Best Time                              | 最美的時光      | 2012  | Lu Licheng（陸勵成）                     | Main role |
| The Demi-Gods and Semi-Devils          | 天龍八部        | 2012  | Qiao Feng / Xiao Feng（喬峰/蕭峰）       | Main role |
| The Stand-in                           | 十月围城        | 2013  | Li Chongguang/Wang Así （李重光/王阿四） | Main role |
| The City of Warriors                   | 勇士之城        | 2013  | He Pingan（何平安）                      | Main role |
| You’re My Sunshine (Silent Separation) | 何以笙箫默      | 2014  | He Yi Chen（何以琛）                     | Main role |
| The Sword and The Brocade              | 锦心似玉        | 2021- | Xu Lingyi                                | principal |

### Programas de variedades[1][2]
| Año        | Programa                                                   | Notas                       |
| ---------- | ---------------------------------------------------------- | --------------------------- |
| 2021       | Ace vs Ace S6 (王牌对王牌)                                 | invitado                    |
| 2017, 2018 | Happy Camp                                                 | invitado                    |
| 2018       | Shake It Up (Let's Shake It)                               | participante                |
| 2015       | Hurry Up, Brother                                          | episodio #2.10              |
| 2006       | Dancing with Stars (舞林大會)                              | concursante - Genefal and I |
| 2005       | Super Girl (超級女聲)                                      | juez                        |
| 1997       | Movie Buff Championship (Sr. 2) (超級無敵獎門人之再戰江湖) | invitado - episodio 15      |
| 1993       | Twilight Tubes Part I (不可思議星期二之不速之客)           | como Patrick - episodio 6   |
| 1994       | K-100                                                      | presentador                 |
| 1993       | 情場妙女郎                                                 | como So Sing                |

## Discografía
- 1995: OREA
- 1995: By Your Side (在你身邊)
- 1996: Miracle (奇蹟)
- 1996: Present (一千種不放心 / 禮物)
- 1997: Passionate (親熱)
- 1997: Narcissism Remix (自戀舞星級)
- 1998: Do You Love Him? (妳愛他嗎?)
- 1998: Love Quadratic (鍾情二次方)
- 2000: Most are Wonderful (最是精彩)
- 2004: Soul Man (流向巴黎)
- 2010: All Eyes On Me (視覺動物)